# Wrzenie przedborskie
Wrzenie przedborskie – protest mieszkańców Przedborza przeciwko usunięciu przez władze komunistyczne krzyży z sal lekcyjnych miejscowej szkoły, który odbył się we wrześniu 1958.
Protest miał miejsce po rozpoczęciu roku szkolnego 1958/1959, w ówczesnej przedborskiej szkole podstawowej, która mieściła się wówczas w budynku obecnego ratusza (ul. Mostowa 29). Po zakończeniu poprzedniego roku szkolnego, w trakcie wakacji, szkoła została wyremontowana, ale przy tej okazji władze komunistyczne usunęły z sal lekcyjnych wiszące tam uprzednio krzyże. Zastany stan rzeczy wzburzył rodziców uczniów, którzy postanowili przywrócić krzyże do szkoły we własnym zakresie, wbrew woli władz. Spontanicznie powstały protest rodziców i uczniów zgromadził w szczytowym momencie zdarzeń około sto osób. Do akcji pacyfikacyjnej zaangażowano funkcjonariuszy Służby Bezpieczeństwa i Milicji Obywatelskiej. Mieszkańcom nie udało się osiągnąć swojego celu – krzyży do klas nie przywrócono. Krzyż był przynoszony jedynie przez księdza na lekcje religii. Ukarano natomiast troje uczestników protestu: Marianna Bugno oraz Alfredę Chmielewską (miesiąc aresztu) oraz Marię Szafrańską (grzywna).
We wrześniu 2012 wmurowano w ścianę ratusza tablicę upamiętniającą wydarzenia. W uroczystości udział wzięły m.in. osoby represjonowane przez komunistów w 1958 r.